# Loudi
Loudi  (en chino, 娄底; pinyin, Lóudî) es una ciudad-prefectura en la provincia de Hunan, República Popular China. Situada en medio de la provincia. Limita al norte con Yiyang, al sur con Shaoyang, al oeste con Huaihua y al este con Xiangtan. Su área es de 8109 km² y su población total para 2018 superó los 3,9 millones de habitantes. 

## Administración
La ciudad-prefectura de Loudi se organiza en 5 localidades que se administran en 1 distrito urbano, 2 ciudades suburbana y 2 condados rurales.
- Distrito Louxing (娄星区)
- Ciudad Lengshuijiang (冷水江市)
- Ciudad Lianyuan (涟源市)
- Condado Shuangfeng (双峰县)
- Condado Xinhua (新化县)

## Toponimia
El topónimo Loudi son los nombres de 2 de las veintiocho mansiones lunares de la astronomía tradicional china, las cuales son la # 16 "Lou" (娄宿) que significa «enlace» y la # 3 "Di" (氐宿) que significa «raíz».
Según los habitantes de Loudi, su nombre se debe a su ubicación "donde brillan juntas las estrellas Lou y Di".  Sin embargo, algunos académicos tienen opiniones diferentes; el académico Liu Daofeng cree que el nombre Loudi era originalmente "Zaodi" (垴底) y posteriormente se cambió a "Loudi" debido a que es más atractivo. "Zaodi" significa "la base de una colina", y el Subdistrito Leping (乐坪街) el barrio central de la ciudad, era originalmente una colina, lo cual concuerda con las características del terreno.
En enero de 1999, se estableció la ciudad de Loudi a nivel de prefectura; y la ciudad de Loudi original (su núcleo) se cambió al Distrito Louxing.

## Clima
La ciudad de Loudi se encuentra en la zona climática húmeda del monzón medio subtropical. Las características básicas son clima cálido y las cuatro estaciones distintas; verano seco y cálido, invierno frío, otoño frío y lluvias a finales de primavera y principios de verano. La temperatura media anual es de 16.5 a 17.5 °C, la temperatura máxima extrema anual es de 40.1 °C y la temperatura mínima extrema anual es de -12.1 °C. La precipitación anual promedio es 1300-1400 mm, y la precipitación máxima durante el día es 147.3 mm. La lluvia se concentra principalmente de abril a julio. Las horas de sol anuales son de 1410.4 a 1621.9 horas, y la tasa de sol anual es de 34 a 37%. La evaporación anual es 1365.6 ~ 1521.6 mm, la humedad relativa promedio anual es 78-80%, la velocidad promedio anual del viento es 1.5-2.0 m / s, y la velocidad máxima del viento es 20.3 m / s. Dado que la luz, el calor y el agua son común en la misma estación, la región cumple las condiciones favorables para la producción agrícola. Xinhua es la principal zona productora de arroz.
| Parámetros climáticos promedio de Loudi (1981−2010) | Parámetros climáticos promedio de Loudi (1981−2010) | Parámetros climáticos promedio de Loudi (1981−2010) | Parámetros climáticos promedio de Loudi (1981−2010) | Parámetros climáticos promedio de Loudi (1981−2010) | Parámetros climáticos promedio de Loudi (1981−2010) | Parámetros climáticos promedio de Loudi (1981−2010) | Parámetros climáticos promedio de Loudi (1981−2010) | Parámetros climáticos promedio de Loudi (1981−2010) | Parámetros climáticos promedio de Loudi (1981−2010) | Parámetros climáticos promedio de Loudi (1981−2010) | Parámetros climáticos promedio de Loudi (1981−2010) | Parámetros climáticos promedio de Loudi (1981−2010) | Parámetros climáticos promedio de Loudi (1981−2010) |
| Mes                                                 | Ene.                                                | Feb.                                                | Mar.                                                | Abr.                                                | May.                                                | Jun.                                                | Jul.                                                | Ago.                                                | Sep.                                                | Oct.                                                | Nov.                                                | Dic.                                                | Anual                                               |
| --------------------------------------------------- | --------------------------------------------------- | --------------------------------------------------- | --------------------------------------------------- | --------------------------------------------------- | --------------------------------------------------- | --------------------------------------------------- | --------------------------------------------------- | --------------------------------------------------- | --------------------------------------------------- | --------------------------------------------------- | --------------------------------------------------- | --------------------------------------------------- | --------------------------------------------------- |
| Temp. máx. abs. (°C)                                | 23.4                                                | 29.7                                                | 33.6                                                | 35.5                                                | 36.7                                                | 37.9                                                | 39.7                                                | 41.2                                                | 38.5                                                | 36.0                                                | 32.4                                                | 24.2                                                | '                                                   |
| Temp. máx. media (°C)                               | 8.7                                                 | 10.9                                                | 15.2                                                | 21.8                                                | 26.8                                                | 29.8                                                | 33.4                                                | 32.9                                                | 28.8                                                | 23.2                                                | 17.7                                                | 11.9                                                | 21.8                                                |
| Temp. media (°C)                                    | 5.4                                                 | 7.5                                                 | 11.3                                                | 17.5                                                | 22.4                                                | 25.8                                                | 29.1                                                | 28.4                                                | 24.3                                                | 18.9                                                | 13.3                                                | 7.8                                                 | 17.6                                                |
| Temp. mín. media (°C)                               | 2.8                                                 | 4.9                                                 | 8.3                                                 | 14.1                                                | 18.9                                                | 22.6                                                | 25.6                                                | 24.9                                                | 21.0                                                | 15.7                                                | 10.0                                                | 4.6                                                 | 14.5                                                |
| Temp. mín. abs. (°C)                                | -5.1                                                | -4.7                                                | -1.6                                                | 3.1                                                 | 9.8                                                 | 14.7                                                | 19.0                                                | 16.6                                                | 12.6                                                | 4.2                                                 | -1.3                                                | -9.2                                                | '                                                   |
| Precipitación total (mm)                            | 66.8                                                | 85.7                                                | 126.1                                               | 176.7                                               | 201.4                                               | 219.5                                               | 133.9                                               | 119.1                                               | 59.2                                                | 80.4                                                | 67.9                                                | 46.2                                                | 1382.9                                              |
| Humedad relativa (%)                                | 77                                                  | 78                                                  | 78                                                  | 78                                                  | 78                                                  | 80                                                  | 73                                                  | 74                                                  | 74                                                  | 74                                                  | 73                                                  | 72                                                  | 75.8                                                |
| Fuente: China Meteorological Data Service Center    |                                                     |                                                     |                                                     |                                                     |                                                     |                                                     |                                                     |                                                     |                                                     |                                                     |                                                     |                                                     |                                                     |